# Наджар, Мостафа Мохаммад
Мостафа Мохаммад Наджар (перс. مصطفى محمد نجّار; род. 2 декабря 1956, Тегеран, Иран) — иранский военный и политический деятель, бригадный генерал.
С августа 2005 по август 2009 года — Министр обороны Исламской Республики Иран. С августа 2009 по август 2013 года — Министр внутренних дел Ирана. Член высшего совета национальной безопасности Ирана.

## Оценка деятельности
В результате жёстких насильственных действий Наджара и других высокопоставленных иранских чиновников при подавлении протестов после выборов 2009 года США обвинили Иран в серьёзных нарушениях прав человека. Министерство финансов США заявило о Наджаре следующее: «Мостафа Мохаммад Наджар в ноябре 2009 года был назначен заместителем главнокомандующего вооруженными силами и поставлен во главе полицейских сил для «обеспечения порядка и безопасности». Он стоял за реакцией властей на протесты в день Ашура, один из святейших праздников шиитского ислама, который в 2009 году совпал с 27 декабря. Государственные СМИ сообщали о 37 убитых и сотнях арестованных. В настоящее время этот человек занимает пост министра внутренних дел и, таким образом, имеет власть над всеми полицейскими силами, службами безопасности Министерства внутренних дел и агентами в штатском».  Министерство финансов США (недоступная ссылка — история).

## Рабочие визиты
- Апрель 2007: визит в Таджикистан. Обсуждались вопросы военно-технического сотрудничества между двумя странами, вопросы региональной безопасности и борьбы с угрозами и вызовами современности. Также была затронута тема ядерной программы Ирана[1].
- Июль 2007: визит в Белоруссию. Обсуждалось развитие сотрудничества по всем направлениям, включая военно-техническое[2].
- Ноябрь 2007: визит в Армению. Обсуждалось военно-техническое сотрудничество между двумя странами. Также был затронут вопрос урегулирования нагорно-карабахского конфликта[3].
- Февраль 2009: визит в Россию. Обсуждалось военно-техническое сотрудничество между двумя странами и возможные поставки вооружения Ирану[4].